# Lijst van personages uit Law & Order: Special Victims Unit
Dit is een lijst van personages van de dramaserie Law & Order: Special Victims Unit.

## Special Victims Unit

#### Donald Cragen
- Gespeeld door: Dann Florek
- Periode: 1999 - 2014, 2016

Donald Cragen is de captain van de Special Victims Unit. Cragen zat eerder bij moordzaken. Cragen is een vaderfiguur voor de rechercheurs van zijn eenheid. Hij heeft jarenlang een alcoholprobleem gehad, zijn vrouw is omgekomen bij een vliegtuigcrash. Het personage Donald Cragen werd ook in de originele Law & Order gespeeld door Dann Florek. Hij vertrok daar in 1993.

#### John Munch
- Gespeeld door: Richard Belzer
- Periode: 1999 - 2014, 2016

John Munch was een detective maar is later gepromoveerd tot luitenant van de Special Victims Unit. Munch' eerste partner was Brian Cassidy in seizoen 1. Toen Cassidy de Unit verliet werd zijn nieuwe partner Monique Jeffries. Wanneer Jeffries aan het einde van seizoen 1 werd geschorst, werd begin seizoen 2 Odafin Tutuola zijn nieuwe partner. Eerst kunnen de twee niet met elkaar opschieten maar later krijgen zij steeds meer respect voor elkaar.
Munch is vier keer getrouwd geweest en ook vier keer gescheiden.

#### Elliot Stabler
- Gespeeld door: Christopher Meloni
- Periode: 1999 - 2011, 2020

Elliot Stabler is een detective van de Special Victims Unit. Zijn partner is Olivia Benson (Mariska Hargitay). Hij leeft erg mee met de slachtoffers en heeft daarvoor al een paar keer zijn baan op het spel gezet. Hij trekt zaken vaak persoonlijk aan. Stabler is getrouwd en heeft 5 kinderen.

#### Olivia Benson
- Gespeeld door: Mariska Hargitay
- Periode:1999 - heden

Olivia Benson is een detective van de Special Victims Unit. Haar partner is Elliot Stabler. Ze leeft erg mee met verkrachtingsslachtoffers. Ze heeft al een aantal malen haar baan op het spel gezet voor slachtoffers. In het begin ging ze undercover bij een groep natuurfanaten voor de FBI. In seizoen 9 ging ze undercover in een gevangenis waar vrouwen werden verkracht, ze werd toen zelf ook bijna verkracht in de kelder van de gevangenis door een van de bewakers. Haar moeder is vroeger ook verkracht en werd toen zwanger van haar.

#### Brian Cassidy
- Gespeeld door: Dean Winters
- Periode: 1999 - 2000

Brian Cassidy was een detective van de Special Victims Unit in de eerste dertien afleveringen van het eerste seizoen. Hij had weinig ervaring. Zijn partner was Munch. Hij heeft een korte relatie gehad met Olivia Benson. Hij merkt dat de SVU niks voor hem is en stapt daarom over naar Narcotica

#### Monique Jeffries
- Gespeeld door: Michelle Hurd
- 'Periode: 1999 - 2001

Monique Jeffries was in het eerste en tweede seizoen een detective van de Special Victims Unit. In het eerste gedeelte van het eerste seizoen doet ze alleen maar wat research, pas als Brian Cassidy vertrekt wordt ze de partner van John Munch. Aan het einde van het eerste seizoen wordt ze geschorst, omdat ze een verhouding heeft gehad met een verdachte uit een zaak die de SVU eerder heeft onderzocht. Later in het tweede seizoen stapt ze over naar de Vice Unit

#### Fin Tutuola
- Gespeeld door: Ice-T
- Periode: 2000 - heden

Odafin 'Fin' Tutuola is een detective van de Special Victims Unit. Zijn partner is John Munch Hij is opgegroeid in Harlem. Hij vervangt Monique Jeffries als partner van Munch. Hij kan goed opschieten met zijn collega's van de SVU vooral Benson en Munch. Hij kan niet zo goed opschieten met Stabler. Hij vindt Stabler egoïstisch. Hij vraagt zelfs overplaatsing aan maar dit wordt geweigerd. Later beginnen de banden met Stabler beter te worden.

#### Chester Lake
- Gespeeld door: Adam Beach
- Periode: 2007 - 2008

Detective Chester Lake was in het negende seizoen de partner van Tutuola. Hij werd overgeplaatst van Brooklyn SVU naar Manhattan SVU. In de laatste aflevering wordt Lake beschuldigd van moord op een andere politie-agent. Later blijkt dat hij deze agent heeft vermoord omdat hij samen met 2 collega's een meisje heeft verkracht.

#### Amanda Rollins
- Gespeeld door: Kelli Giddish
- Periode: 2011 - heden

Is een nieuwe detective in het dertiende seizoen, ze komt uit Atlanta.

#### Nick Amaro
- Gespeeld door: Danny Pino
- Periode: 2011 - 2015

Is een detective die in seizoen 13 Elliot Stabler gaat vervangen. Hij wordt de nieuwe partner van Olivia Benson.

#### Dominick Carisi jr.
- "Gespeeld door": Peter Scanavino
- "Periode": 2014 - heden

Is een detective die in seizoen 16 het team komt versterken. Hij komt op het eerste gezicht nogal tactloos over, maar hij weet wel hoe hij informatie los moet krijgen van mensen.

## ADA's

#### Alexandra Cabot
- Gespeeld door: Stephanie March
- Periode: 2000 - 2003, 2005, 2009 - 2010, 2011 - heden[1]

Alexandra Cabot was de eerste vaste Assistent District Attorney van de SVU in 2003 kreeg ze getuigenbescherming omdat ze werd bedreigd door de drugsmaffia. Ze werd neergeschoten door een huurmoordenaar. Iedereen dacht dat ze dood was behalve detective Benson en Stabler. In 2005 moet ze terugkeren omdat haar "moordenaar" voor de rechtbank moet verschijnen en omdat ze niet dood is, is deze aanklacht vals. Nadat ze is teruggekeerd krijgt ze opnieuw getuigenbescherming. In 2009 keert ze terug om opnieuw ADA te worden van de SVU. Ze vertrekt in 2010 om te gaan werken in Congo.

#### Casey Novak
- Gespeeld door: Diane Neal
- Periode: 2003 - 2008, 2011 - heden[1]

Casey Novak Volgde Alexandra Cabot op als Assistent District Attorney van de SVU. Novak. In 2008 in de aflevering "Cold" wordt ze geroyeerd omdat ze rechter Petrovsky heeft voorgelogen in de zaak tegen Chester Lake. In 2011 keert ze voor één aflevering terug.

## Medisch Experts

#### Melinda Warner
- Gespeeld door: Tamara Tunie
- Periode: 2000 - heden

Melinda Warner is de vaste patholoog van de SVU. Ze is getrouwd en heeft een dochter. Eerst was haar rol een bijrol maar in seizoen 7 werd ze vaker aan de cast toegevoegd, waardoor haar rol een vaste rol werd.

#### George Huang
- Gespeeld door: B.D. Wong
- Periode: 2001 - 2011[2]

George Huang is een forensisch psychiater van de FBI. Hij helpt de SVU om een profiel van de dader op te stellen om hem te begrijpen en hem zo te vinden. Hij heeft een oudere zuster en hij is homoseksueel, verder is er weinig bekend over zijn privéleven.

## Bijrollen

#### Politie
| Naam                    | Gespeeld door          | Jaar        | #Ep |
| ----------------------- | ---------------------- | ----------- | --- |
| Technicus Ruben Morales | Joel de la Fuente      | 2002– heden | 52  |
| Officier Ramirez        | Donnetta Lavinia Grays | 2003–2007   | 7   |
| Officier Robbins        | William H. Burns       | 2004–2006   | 5   |

#### Forensisch onderzoekers
| Naam                 | Gespeeld door  | Jaar       | # Ep |
| -------------------- | -------------- | ---------- | ---- |
| Georgie              | Welly Yang     | 1999–2003  | 13   |
| Captain Judith Siper | Caren Browning | 1999–heden | 42   |
| Harry Martin         | Lou Carbonneau | 2000–2002  | 12   |
| David Layton         | Jordan Gelber  | 2002–2003  | 8    |
| Burt Trevor          | Daniel Sunjata | 2002–2004  | 15   |
| Ryan O'Halloran      | Mike Doyle     | 2003–2009  | 52   |
| Millie Vizcarrondo   | Paula Garcés   | 2005       | 4    |
| Dale Stuckey         | Noel Fisher    | 2009       | 4    |
| Adrienne ‘Andy’ Sung | James Chen     | 2011–heden | 4    |

#### Assistant US Attorneys
| Naam                     | Gespeeld door  | Jaar      | #Ep |
| ------------------------ | -------------- | --------- | --- |
| AUSA Claudia Williams    | Pam Grier      | 2003–2004 | 2   |
| AUSA Raul Menedez        | Robert Montano | 2005      | 1   |
| AUSA Marion Springer     | Jayne Atkinson | 2007      | 1   |
| AUSA Christine Danielson | Gloria Reuben  | 2007–2011 | 3   |

#### Manhattan District Attorneys
| Naam             | Gespeeld door        | Jaar      | #Ep |
| ---------------- | -------------------- | --------- | --- |
| DA Adam Schiff   | Steven Hill          | 2000      | 1   |
| DA Nora Lewin    | Dianne West          | 2000–2002 | 2   |
| DA Arthur Branch | Fred Dalton Thompson | 2003–2006 | 11  |
| DA Jack McCoy    | Sam Waterson         | 2007–2010 | 2   |

#### Executive Assistant District Attorneys
| Naam'                   | Gespeeld door   | Jaar            | #Ep |
| ----------------------- | --------------- | --------------- | --- |
| EADA Jack McCoy         | Sam Waterson    | 2000            | 1   |
| EADA Charlie Phillips   | Jeffrey DeMunn  | 2000–2001       | 2   |
| EADA Stan Villani       | Ron Liebman     | 2001            | 4   |
| EADA -                  | Ben Gazzara     | 2001            | 1   |
| EADA Elizabeth Donnelly | Judith Light    | 2002–2004, 2008 | 12  |
| EADA Tracey Kibre       | Bebe Neuwirth   | 2005            | 1   |
| EADA Sonya Paxton       | Christine Lahti | 2009–2011       | 7   |
| EADA Garrett Blaine     | Teddy Sears     | 2010            | 1   |

#### Assistent District Attorneys
| Naam                  | Gespeeld door      | Jaar      | #Ep |
| --------------------- | ------------------ | --------- | --- |
| ADA Abbie Carmichael  | Angie Harmon       | 1999–2000 | 6   |
| ADA Erica Alden       | Reiko Aylesworth   | 2000      | 3   |
| ADA Kathleen Eastman  | Jenna Stern        | 2000      | 2   |
| ADA David Goreman     | Liam Craig         | 2001      | 1   |
| ADA Bettina Amador    | Marisol Nichols    | 2003      | 1   |
| ADA Brinkman          | Nick Basta         | 2007      | 1   |
| ADA Fritz             | Albert Jones       | 2007–2009 | 2   |
| ADA Kim Greylek       | Michaela McManus   | 2008-2009 | 15  |
| ADA Kristen Torres    | Lizette Carrion    | 2008–2009 | 2   |
| ADA Samantha Copeland | Melinda McGraw     | 2009      | 1   |
| ADA Kendra Gill       | Gretchen Egolf     | 2009–2010 | 2   |
| ADA Jo Marlowe        | Sharon Stone       | 2010      | 4   |
| ADA Sherri West       | Francie Swift      | 2010–2011 | 4   |
| ADA Mikka Von         | Paula Patton       | 2010      | 1   |
| ADA Gillian Hardwicke | Melissa Sagemiller | 2010–2011 | 10  |

#### Advocaten
| 'Naam'          | Gespeeld door       | Jaar       | #Ep |
| --------------- | ------------------- | ---------- | --- |
| Roger Kressler  | Ned Eisenberg       | 1999–heden | 17  |
| Ms. Regal       | Liz Larsen          | 2001–2002  | 2   |
| Carolyn Maddox  | CCH Pounder         | 2001–heden | 5   |
| Gina Bernado    | Illeana Douglas     | 2002–2003  | 3   |
| Cleo Conrad     | Jill Marie Lawrence | 2002–2008  | 17  |
| Trevor Langan   | Peter Hermann       | 2002–heden | 27  |
| Barry Moredock  | John Cullum         | 2003–2007  | 6   |
| Donna Emmett    | Viola Davis         | 2003–2008  | 7   |
| Rebecca Balthus | Beverly D'Angelo    | 2003–2008  | 5   |
| Lionel Granger  | David Thornton      | 2003-2010  | 10  |
| Dave Seaver     | Michael Boatman     | 2003–heden | 7   |
| Chauncey Zierko | Peter Riegert       | 2004–2007  | 7   |
| Oliver Gates    | Barry Bostwick      | 2004–2007  | 5   |
| Jason Whitaker  | Bradley Cooper      | 2005       | 1   |
| Sophie Devere   | Annie Potts         | 2005–2009  | 4   |
| Linden Delroy   | J. Paul Nicholas    | 2005–heden | 11  |
| Hashi Horowitz  | Joe Grifasi         | 2005–heden | 8   |
| Matthew Braden  | Steven Weber        | 2007       | 3   |
| Avery Hemmings  | Michelle Borth      | 2008       | 1   |
| Julia Zimmer    | Kelly Bishop        | 2008-2009  | 2   |
| Miranda Pond    | Alex Kingston       | 2009–2010  | 4   |
| Patrice Larue   | Jerri Ryan          | 2009–2010  | 3   |
| Dwight Stannich | Robert Klein        | 2009–heden | 3   |
| Jonah Dekker    | Terrence Howard     | 2011       | 1   |

#### Rechters
| Naam                       | Gespeeld door       | Jaar        | #Ep |
| -------------------------- | ------------------- | ----------- | --- |
| Rechter Kevin Beck         | Peter Francis James | 2000        | 5   |
| Rechter Barry Abrams       | Patrick Tovatt      | 2000        | 1   |
| Rechter Margaret Barry     | Doris Belack        | 2000–2001   | 2   |
| Rechter Susan Valdera      | Leslie Ayvazian     | 2000–2002   | 5   |
| Rechter Mark Seligman      | Tom O'Rourke        | 2000–2006   | 19  |
| Rechter Alan Ridenour      | Harvey Atkin        | 2000–heden  | 18  |
| Rechter Lena Petrovsky     | Joanna Merlin       | 2000–heden' | 43  |
| Rechter Arthur Cohen       | David Lipman        | 2002–2009   | 13  |
| Rechter Danielle Larsen    | Sheila Tousey       | 2003–2004   | 10  |
| Rechter Walter Bradley     | Peter McRobbie      | 2003–heden  | 16  |
| Rechter Lois Preston       | Audrie J. Neenan    | 2003–heden  | 20  |
| Rechter Mary Clark         | Marlo Thomas        | 2004        | 4   |
| Rechter Philip Wyler       | William Whitehead   | 2004        | 2   |
| Rechter Oliver Taft        | Tom Skerritt        | 2004        | 1   |
| Rechter Joseph Terhune     | Philip Bosco        | 2004–2006   | 6   |
| Rechter Karen Taten        | Patricia Kalember   | 2004–heden  | 9   |
| Rechter Elizabeth Donnelly | Judith Light        | 2005–heden  | 13  |
| Rechter Peter Harrison     | Peter Gerety        | 2007–2008   | 3   |
| Rechter Gregory Trenton    | John Henry Cox      | 2007–2010   | 2   |
| Rechter Barry Moredock     | John Cullum         | 2008–heden  | 5   |
| Rechter Hilda Marsden      | Swoosie Kurtz       | 2009        | 1   |
| Rechter Joshua Koehler     | Alan Dale           | 2009        | 1   |
| Rechter D. Andrews         | Lindsay Crouse      | 2009–heden  | 7   |
| Rechter Sylvia Quinn       | Kate Nelligan       | 2010–heden  | 2   |